# Demonax longespinus
Demonax longespinus là một loài bọ cánh cứng trong họ Cerambycidae.